# 丹参酮IIB
丹参酮IIB是一种二萜有机化合物，分子式C19H18O4，属于提取自中药材丹参（Salvia miltiorrhiza）的丹参酮类化合物，相比丹参酮IIA，丹参酮IIB多一个羟基。